# Pyrularia oleifera
Pyrularia oleifera là một loài thực vật có hoa trong họ Santalaceae. Loài này được (Muhl. ex Willd.) A. Gray miêu tả khoa học đầu tiên năm 1856.